# Adelshofen (Oberbayern)
 For alternative betydninger, se Adelshofen. (Se også artikler, som begynder med Adelshofen)
Adelshofen er en kommune i Landkreis Fürstenfeldbruck der ligger i den vestlige del af Regierungsbezirk Oberbayern i den tyske delstat Bayern. Den er en del af Verwaltungsgemeinschaft Mammendorf.

## Geografi
Adelshofen ligger i Region München, og har et areal på 13,28 km².